# Mount Ashland
Mount Ashland ist ein 2.296 Meter hoher Berg im Süden des US-amerikanischen Bundesstaates Oregon mit dem höchsten Gipfel der Siskiyou Mountains. Der Rogue-Siskiyou-Nationalforst umfasst Mount Ashland zum Teil.
Er wurde nach der nahe gelegenen Stadt Ashland im Nordwesten des Berges benannt. Etwa 762 cm Schnee fallen im Winter. Der Berg ist seit den 1950er Jahren ein Wintersportgebiet mit einer Fläche von 80,9 Hektar und im Sommer ein Ziel für Wanderer und Mountainbikefahrer. Der Parkplatz des Skigebiets ist Start- und Zielpunkt des jährlich stattfindenden Siskiyou Out Back Ultramarathons mit einer Länge von 50 Kilometern. Der Fernwanderweg Pacific Crest Trail führt hier an der Süd- und Ostseite vorbei.